# 笠原嘉兵衛
笠原 嘉兵衛（かさはら かへえ、1894年（明治27年）3月27日 - 1990年（平成2年）5月13日）は、大日本帝国陸軍軍人。最終階級は陸軍中将。功四級。

## 経歴
1894年（明治27年）に宮城県で生まれた。陸軍士官学校第27期、陸軍大学校第39期卒業。1936年（昭和11年）に陸軍士官学校附となり、1938年（昭和13年）に陸軍歩兵大佐に進級。1940年（昭和15年）に留守第3師団参謀長、1942年（昭和17年）1月に阿爾山駐屯隊長を経て、同年8月に陸軍少将に進級。
1944年（昭和19年）に第5独立守備隊長を経て、1945年（昭和20年）4月に陸軍中将に進級し、内地に帰還。同年6月に第222師団長（第11方面軍）に親補され、岩手県水沢の東北に位置する岩谷堂で終戦を迎えた。
1947年（昭和22年）11月28日、公職追放仮指定を受けた。